# 關西二十日會
關西二十日會（かんさいはつかかい）、過去在西日本存在著的犯罪組織間的和睦團體。

## 略史
1970年、合田一家初代總長合田幸一所提唱的，從近畿到九州的9個團體結盟成為反抗山口組的親睦組織。
加盟組織有松田組（大阪市）、波谷組（大阪市）、忠成會（兵庫縣）、初代淺野組（岡山市）、二代目木下會（岡山市）、三代目共政會（廣島市）、合田一家（下關市）、初代親和會（高松市）等、以及1972年才加入的、初代俠道會（尾道市）。
之後，關西二十日會為了達成與山口組平和共存路線，在1989年7月，逐漸解除了發展，而形成之後的另一親睦團體-西日本二十日會。

## 關連項目
- 西日本二十日會